# RollerCoaster Tycoon World
RollerCoaster Tycoon World é o quinto jogo da série. É a sequência de RCT3. O game foi desenvolvido inicialmente pela On5 Games e mais tarde pela Nvizzio Creations, e foi publicado pela Atari. O jogo foi lançado pela plataforma de jogos online Steam e Unity para computadores Microsoft Windows e MacOS em 16 de novembro de 2016. Criticamente o jogo não foi bem aceito tanto pelo público quanto pelos Críticos como do Website Metacritic, em que deu 43 de 100. e muitos usuários acabaram dando notas entre 0 a 8 cuja ela vai até 10 e esta nota incluí desde gráficos até a gameplay em si.